# Ouin (rivière)
Pour les articles homonymes, voir Ouin.
L'Ouin est une rivière française, affluent de la Sèvre Nantaise, donc un sous-affluent de la Loire, qui coule dans les départements des Deux-Sèvres et de la Vendée, dans les deux régions Nouvelle-Aquitaine et Pays de la Loire.

## Géographie
Prenant sa source à Combrand, son cours comprend la traversée de la ville de Mauléon où coule également la Scie, affluent de l'Argenton.
Pendant quelques kilomètres, elle délimite les départements des Deux Sèvres et de la Vendée avant de confluer avec la Sèvre nantaise à Mortagne-sur-Sèvre, après un parcours de 33,7 kilomètres.
La présence de loutres dans l'Ouin tout comme dans la Sèvre nantaise est avérée.